# کوین ایستمن
کوین بروکس ایستمن (انگلیسی: Kevin Brooks Eastman؛ زادهٔ ۳۰ مهٔ ۱۹۶۲)؛ کارتونیست، ناشر، فیلم‌نامه‌نویس، نویسنده، و تهیه‌کننده فیلم اهل ایالات متحده آمریکا است که بیش‌از همه برای خلق مشترک لاک‌پشت‌های نینجا به همراه پیتر لایرد شناخته شده‌است. ایستمن همچنین سردبیر و ناشر مجله هوی متال است.